# Kajino Satoshi
Satoshi Kajino (sinh ngày 9 tháng 11 năm 1965) là một cầu thủ bóng đá người Nhật Bản.

## Sự nghiệp câu lạc bộ
Satoshi Kajino đã từng chơi cho Cerezo Osaka và Consadole Sapporo.